# マリウス葉
マリウス 葉（マリウス よう、Marius Yo、2000年〈平成12年〉3月30日 - ）は、日本の男性アイドルグループ・Sexy Zoneの元メンバー。現役時代は、アイドルとしての音楽活動のほか、俳優やタレントとしてのメディア出演など幅広く芸能活動を行っていた。2020年12月から活動を休止、2022年12月31日を以って芸能界を引退した（詳細後述）。本名、葉 マリウス ユリウス 成龍 シュミッヒ。
ドイツのバーデン＝ヴュルテンベルク州・ハイデルベルク出身。元ジャニーズ事務所所属。

## 来歴
2000年3月30日、ドイツのバーデン＝ヴュルテンベルク州・ハイデルベルクで生まれる。6歳の時、元タカラジェンヌである母親に憧れてダンスを始める。
10歳の時に来日して観たSMAPのコンサートに感化され、ドイツからジャニーズ事務所に履歴書を送る。数日後、履歴書を見た事務所の社長・ジャニー喜多川から直接電話を受け、2011年1月にジャニーズ事務所に入所する。マリウスは当初、ドイツに在住で仕事のあるときだけ日本を訪れていたが、本格的な芸能活動のためにSexy Zone結成発表の3か月前に家族と日本に移住している。同年9月29日、Sexy Zoneの結成とともに同年11月のCDデビューが発表された。マリウスは当時11歳で、ジャニーズ事務所における史上最年少デビューとなった。
2013年1月期のテレビドラマ『コドモ警視』で、連続テレビドラマ初主演をつとめる。
2014年5月のSexy Zone全国ツアーの横浜公演で、Sexy Zoneの弟分ユニットSexy Boyzの結成を発表した。メンバーはマリウスの他、ジャニーズJr.の岩橋玄樹、神宮寺勇太の3人。2015年12月発売のシングル「カラフル Eyes」から再びSexy Zoneとして活動を再開。
2016年8月、「Johnnys' Summer Paradise 2016」内で初めて松島聡と2人でコンサート公演を行う。
2018年3月に東京都内の高校のインターナショナルコースを卒業後、同年4月に上智大学国際教養学部にAO入試の合格を経て進学する。
2020年12月2日、体調不良に伴い芸能活動を休止することが発表された。2021年9月にスペインの大学に編入。
2022年12月27日、同年12月31日の『ジャニーズカウントダウン2022-2023』への出演をもってSexy Zoneを卒業し、ジャニーズ事務所を退所、芸能界からも引退することを発表した。
2023年からは、マリウス成龍葉名義でInstagramを開設し、メッセージを公開している。

## 人物
父がドイツ人、母が台湾出身で日本育ちの日本人。本名は祖父母が台湾人であることからアジアの名前“成龍”も含めた「葉 マリウス ユリウス 成龍 シュミッヒ」と長い名前であることを明かしている。鳳蘭とは遠縁にあたる。
11歳で来日するまではドイツの公立小学校でドイツ語、家ではドイツ語と日本語を使用。週1回日本語学校に通い、読み書きや漢字も学んだ。しかし世界で活躍するためには英語も必要と考え、日本ではインターナショナルコースに転入し、英語も習得。現在は日本語・ドイツ語・英語を話すことができるトリリンガルでもある。
語学力を生かし、海外ドラマに出演したり、2017年7月28日 - 8月5日に、アメリカのハーバード大学で行われた世界各国の高校生28人によるサミットにも参加するなど、グローバルな活動も視野に入れて活動している。
美術に造詣が深く、高校2年生の時にはアートヒストリーで論文も書く。2018年には大塚国際美術館の「Holiday at the Museum2018」のアンバサダーに選出され、就任した。

## 出演
グループでの活動についてはtimelesz#出演やSexy Boyzを参照。
太字表記の役はマリウス葉が主演したもの。

### テレビドラマ
- コドモ警察（2012年4月 - 6月、TBS〔MBS制作〕） - 間聖四郎 役
- コドモ警視（2013年1月 - 3月、TBS〔MBS制作〕） - 主演・間聖四郎 役
- 悪夢ちゃんスペシャル（2014年5月2日、日本テレビ） - 少年夢王子 役
- 吾輩の部屋である 第7話（2017年10月31日、日本テレビ） - 洋式トイレ 役（声の出演）[24]

### 配信ドラマ
- フラーハウス・シーズン3（2017年12月22日、Netflix） - 本人 役[25]

### 映画
- コドモ警察（2013年3月20日公開） - 間聖四郎 役
- 悪夢ちゃん The 夢ovie（2014年5月3日公開） - 渋井完司 / 少年夢王子 役[26]

### バラエティ番組
- 爆笑学園ナセバナ〜ル!（2012年10月9日 - 2013年2月26日、MBS）[27]

### 特別番組
- サントリー1万人の第九〜Sexy Zoneマリウス葉 世紀の大合唱に挑戦!〜（2018年12月29日、TBS〔毎日放送制作〕）[28]

### コンサート
- Johnnys' Summer Paradise 2016『Hey So!Hey Yo!〜summertime memory〜』（全6公演）（2016年8月7日 - 9日、東京ドームシティホール）[29] - 松島聡と共演[13]
- Johnnys' Summer Paradise 2017『So what? Yolo ! 』（全8公演）（2017年8月17日 - 20日、東京ドームシティホール）[30] - 松島聡と共演[22]

### 舞台
- Live House ジャニーズ銀座（2013年4月28日・5月12日・5月26日、シアタークリエ）[31]
- ジャニーズ銀座 2015（2015年5月8日 - 5月10日・5月17日、シアタークリエ）[32]
- ガムシャラ! サマーステーション（2015年7月23日 - 8月1日・8月7日 - 19日、EXシアター六本木）[33]
- DREAM BOYS（2015年9月12日 - 14日・18日 - 20日、帝国劇場）[34]
- 少年たち 危機一髪!!（2016年9月4日 - 9月28日、日生劇場） - 特別出演[35]

### ミュージカル
- 不思議の国のハローキティ（2013年4月20日 - 2016年4月17日[36]、サンリオピューロランド） - うさぎ「カイル」役（声優）[37]

### CM・広告
- ハウス食品「とんがりコーン」（2011年10月 - ?）[38]
- オランジーナ・シュウェップス「オランジーナ」（2017年3月 - ）[39]
- 大塚国際美術館「Holiday at the Museum2018」アンバサダー（2018年）[23]
- 国連WFP「＃ごちそうさまチャレンジ」アンバサダー（2023年）[40]

### イベント
- 『リアルスコープハイパー』スペシャルイベント Sexy Zone 佐藤勝利 with ジャニーズJr. In お台場合衆国2013（2013年8月21日） - 松島聡とともに特別ゲストとして出演[41]

## 雑誌連載
- 集英社『SPUR』
  - 「One step at a time 一歩ずつ進もう」（2020年5月号[42][43] - 2021年2月号[44]）
  - 「One step at a time」（2024年4月号[45] - ）

## 作品

### ソロ曲
- ダンケ・シェーン（作詞:MiNE　作曲:Takuya Harada･Andreas Ohrn･Henrik Smith）
  - Sexy Zoneの11枚目シングル『勝利の日まで』通常盤に収録
- Welcome to the paradise（作詞:Komei Kobayashi　作曲:馬飼野康二）
  - Sexy Zoneのベストアルバム『Sexy Zone 5th Anniversary Best』初回限定盤Bに収録
- Déjà-vu（作詞:Komei Kobayashi　作曲:Hjalmar Wilen･Sebastian Krantz･Susumu）
  - Sexy ZoneのDVD&Blu-ray『Sexy Zone Presents Sexy Tour 2017 〜 STAGE』初回限定盤 スペシャルCDに収録
- Keep On（作詞：EMI K. Lynn　作曲：Simon Janlöv /Funk Uchino　編曲：Simon Janlöv）
  - Sexy Zoneの6枚目のアルバム『PAGES』通常盤に収録
- all this time（作詞：Marius Yo/Kanata Okajima、作曲：Andy Love/Andreas Oberg/Christoffer Semelius、編曲：Andreas Oberg/Christoffer Semelius）
  - Sexy Zoneの7枚目のアルバム『POP × STEP!?』通常盤に収録